# Реклонвиль
Реклонви́ль (фр. 	Réclonville) — коммуна во французском департаменте Мёрт и Мозель региона Лотарингия. Относится к  кантону Бламон.	

## География
Реклонвиль расположен в 45 км к юго-востоку от Нанси. Соседние коммуны: Ожевиллер на севере, Миньевиль на юго-востоке, Петтонвиль и Абленвиль на юге, Бюривиль на западе.						

## Демография
Население коммуны на 2010 год составляло 74 человека.
| 1962 | 1968 | 1975 | 1982 | 1990 | 1999 | 2010 |
| ---- | ---- | ---- | ---- | ---- | ---- | ---- |
| 89   | 92   | 84   | 74   | 68   | 77   | 74   |

## Достопримечательности
- Церковь XVIII века.